# NGC 6673
NGC 6673 (również PGC 62351) – galaktyka eliptyczna (E-S0), znajdująca się w gwiazdozbiorze Pawia. Odkrył ją 7 sierpnia 1834 roku John Herschel.